# Sarab-e Qandil-Relief

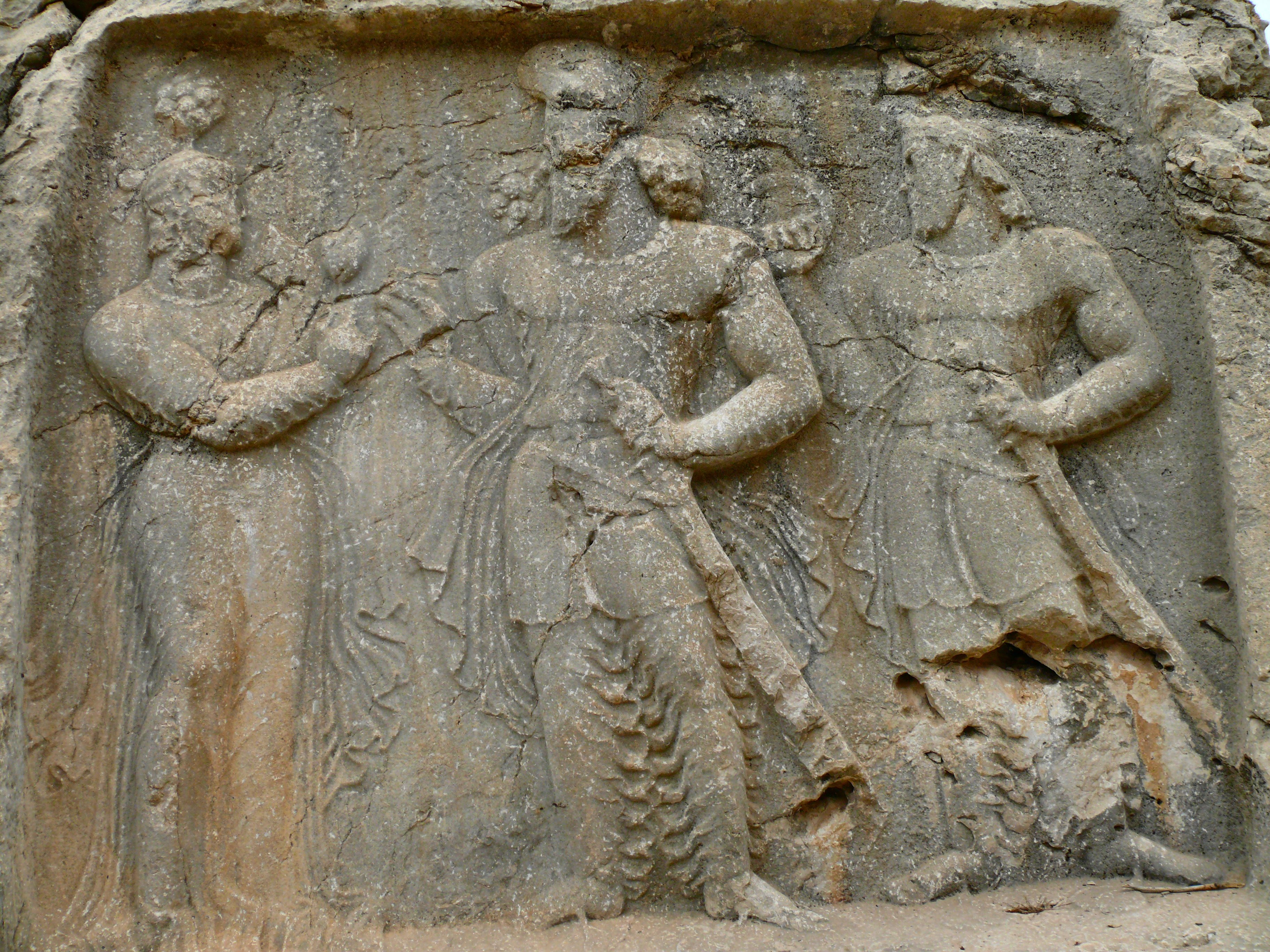
Das Sarab-e Qandil-Relief

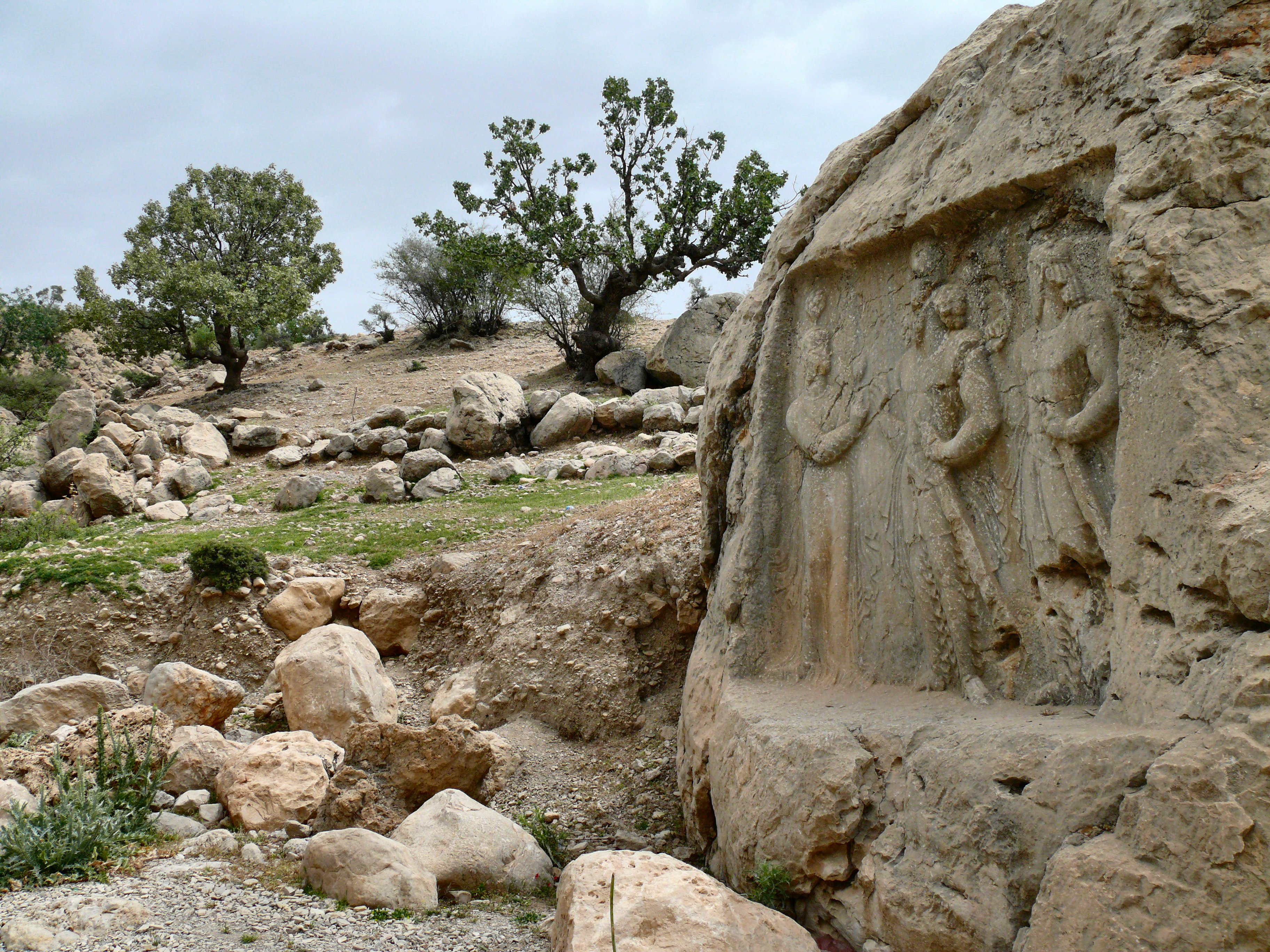
Das Sarab-e Qandil-Relief

Das Sarāb-e Qandil-Relief (eiskalte Quelle, auch oft als Tang-i Qandil-Relief bezeichnet; persisch نقش‌برجسته تنگ قندیل) befindet sich im heutigen Iran bei der Stadt Kazerun in der Provinz Fars. In der Nähe befinden sich auch die Ruinen von Bischapur, das eine königliche Residenz der Sassaniden war.
Das erst 1970 von dem iranischen Archäologen Ali Akbar Sarfaraz entdeckte sassanidische Relief zeigt drei Figuren innerhalb eines rechteckigen Rahmens. In der Mitte steht ein König, der meist mit Bahram II. (regierte 276–293) identifiziert wird. Vor ihm steht eine Königin, die ihm eine Lotusblume überreicht. Beide blicken sich an. Hinter dem Herrscher steht ein weiterer Mann, bei dem es sich wahrscheinlich um einen Prinzen, vielleicht um Bahram III., handelt, der wahrscheinlich der gemeinsame Sohn des Paares war. Er hält den Ring der Macht in seiner Hand.
Wie viele sassanidische Felsreliefs findet es sich nahe an einer Quelle. Es ist das einzige Relief, das hier in den anstehenden Felsen gehauen ist. Das Werk ist sehr gut erhalten, was sicherlich der Abgelegenheit des Reliefs zu verdanken ist. Die Darstellung einer eher intimen Szene ist nicht häufig in der offiziellen sassanidischen Kunst. Felsreliefs zeigen sonst eher Schlachten, Triumphe oder Jagden. Die Szene von Sarab-e Qandil-Relief ähnelt dem Felsrelief von Barm-e Delak, wo der König auch vor der Königin steht und ihr eine Lotusblüte überreicht.
Das Relief ist nicht beschriftet, womit die Zuordnung an Bahram II. eine Vermutung bleiben muss. Diese These stützt sich vor allem auf Vergleiche mit Münzen. Bahram II. ist der einzige sassanidische Herrscher, der dort zusammen mit seiner Königin abgebildet ist. Andere Forscher folgen dieser Identifizierung nicht und vertreten die These, dass hier Ardaschir I. (regierte 224–239/40) vor einer Göttin dargestellt ist. Der Prinz wäre demnach Schapur I. Es gibt auch die These, dass es sich nicht um einen König, sondern um einen Würdenträger handelt.
Felsreliefs waren eine für den antiken Iran typische Kunstform. Schon aus der Zeit des Reiches von Elam stammen einige Felsreliefs. Besonders viele Reliefs stammen aus der Zeit des Sassanidenreiches.